# 本覚寺 (秋田県美郷町)
東光山 本覚寺（とうこうさん ほんがくじ）は、秋田県仙北郡美郷町六郷字東高方町に所在する浄土宗寺院。栃木県芳賀郡益子町に所在する大沢山円通寺の末山で、寺伝では、もと天台宗の寺院であったが、弘治3年（1557年）、常蓮社等誉によって浄土宗に改宗されたと伝わる。

## 沿革と概略
室町時代後半、本覚寺は寺運の衰退いちじるしい状況にあったが、天文・弘治年間（1532年-1557年）、真昼岳山麓の元本堂村藤花（美郷町千屋地区）に四国の藤光坊（とうこうぼう）こと常蓮社等誉が住んで草庵を営んだのが嚆矢といわれる。本堂城の城主本堂吉高が夢告によって等誉に深く帰依したことで本覚寺が再興され、吉高は本覚寺を菩提寺として田地や宝物を寄進したという。
一説には、本堂氏が山城であった元本堂城（浪花村）から平城である本堂城（本堂城回村）に移った際、同時に本覚寺もうつったとされる。三河国出身の紀行家菅江真澄も『月の出羽路仙北郡』（文政9年－文政12年、1826年-1829年）のなかで、本堂城主について「元本堂より本覚寺も城引き移して、天文四年の頃は領地もいや増して、いよいよ家栄えて折々出陣ありし也」と記している。
慶長6年（1601年）、本堂氏は徳川家康の命によって常陸国に転封され、入れ替わりに常陸から佐竹氏が入部した。慶長8年（1603年）、藩主義宣の父で六郷城に入った佐竹義重は近在の寺院を六郷に集めた際、本覚寺も現在地の六郷字東高方町に移転させた。このとき檀家約60戸も寺とともに移住し、現在の六郷字本道町に居を構えたと伝えられている。朱色に塗られた楼門をもつ格式の高い浄土宗寺院であり、貴重な寺宝も多い。楼門の建物間口は2間、開口は1間あり、楼閣部には花頭窓が設けられており、屋根は入母屋造である。
明治11年（1878年）にこの地を訪れたイギリス人女性イザベラ・バードは、本覚寺でおこなわれた葬儀に出くわして詳細な記録をのこしており、そのなかで未亡人とみられる女性の美しさについてふれている。
秋田県の洋画の草分け的存在である六郷の小西正太郎（1876年-1956年）や酔経学舎創立、山本公園建設で知られる飯詰村の江畑新之助（1871年-1933年）の菩提寺でもある。

## 白雲と真景帖

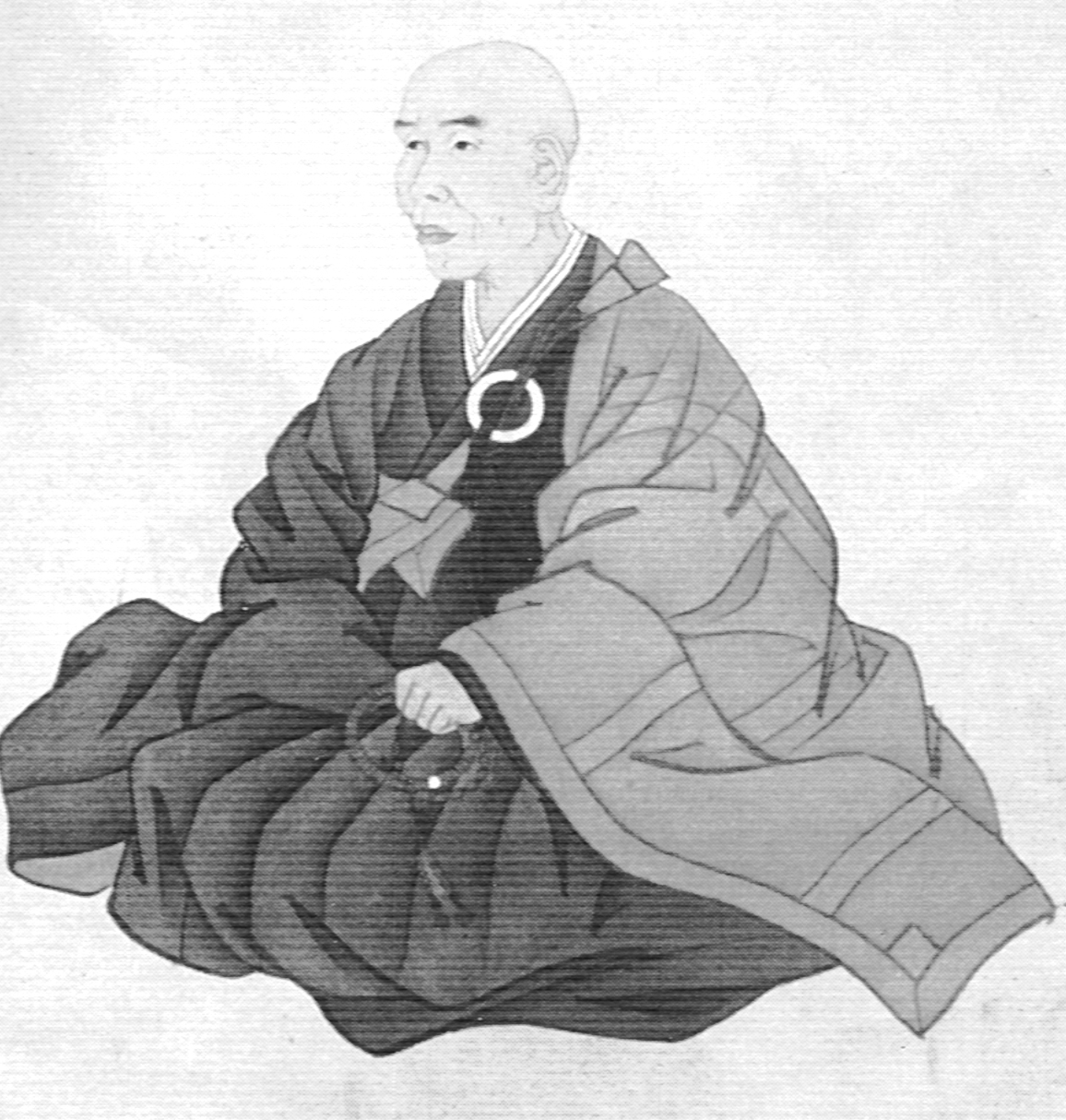
安田田騏筆「白雲上人像」本覚寺蔵

京都東山の生まれと伝わる28世住持の白雲は、江戸幕府の老中松平定信に仕え、陸奥国須賀川の十念寺で修行した江戸時代の画僧である。南画にすぐれ、詩書を能くして陽明学を奉ずる儒学者でもあった。享和2年（1802年）に定信の菩提寺である陸奥国白河の常宣寺第22世住持となり、定信の著作『集古十種』の材料の踏査や写生に師の谷文晁とともに従事し、数々の名画をのこした。この間、白雲は各地の風景を、秋田蘭画とはまた異なる須賀川派洋風画の手法を用いて写生したが、これが六郷本覚寺所蔵の「真景帖」である。白雲は文化10年（1813年）に六郷本覚寺住職となり、晩年の12年をこの寺で過ごした。

## 寺宝
- 「貞観の写経」（秋田県指定文化財、1953年3月10日指定）[注釈 6]
- 白雲筆「真景帖および彩絵方」（詳細上述。秋田県指定文化財、1960年11月5日指定）
- 安田田騏筆「白雲上人画像」（秋田県指定文化財、1953年3月10日指定）
- 伝定朝作「聖観音像」[注釈 7]

## 観音霊場
「秋田六郡三十三観音霊場」第14番の札所となっている。教円阿闍梨の巡礼歌は次のとおり。